# ニューヨーク・メッツ
ニューヨーク・メッツ（英語: New York Mets、略称: NYM、メ軍）は、メジャーリーグベースボール（以下、MLB）ナショナルリーグ東地区所属のプロ野球チーム。本拠地はニューヨーク州ニューヨーク市クイーンズ区にあるシティ・フィールド。

## 概要
1962年のエクスパンションによって創設された球団で、ニューヨーク・ヤンキース（アメリカンリーグ）と同じくニューヨークに本拠地を置いている。
ヤンキースとの対戦はサブウェイ・シリーズと呼ばれ、MLBで最も熱いカードの一つである。サブウェイとは地下鉄のことで、両チームの本拠地であるシティ・フィールドとヤンキー・スタジアムがニューヨーク市地下鉄で結ばれていることに由来する。
しかし、常勝軍団といわれるヤンキースに比べ戦力、知名度共に劣っており、1969年、1986年と2度のワールドシリーズ制覇を成し遂げた時期を除いて、下位に沈むことが多い。近年は積極的な大型補強を行っており、2006年に18年ぶりの地区優勝、2015年には15年ぶりのリーグ優勝を成し遂げるなど長年続いた低迷期から脱しつつある。

## 球団の歴史

### 球団発足
1958年にブルックリン・ドジャースがロサンゼルス、ニューヨーク・ジャイアンツがサンフランシスコへそれぞれ移転し、ニューヨークからナショナルリーグの球団がなくなってしまった。同時に、1903年から半世紀以上にわたって3球団が本拠地を置いていた唯一の都市から一転、2球団が本拠地を置くシカゴ（当時人口2位）以下の地位に落とされたニューヨーク（人口1位）では、球団を取り戻す機運が高まった。なお、1961年のアメリカンリーグ球団拡張によってロサンゼルス（当時人口3位）も2球団が本拠地を置く都市となった。
1962年のナショナルリーグ球団拡張を期に誕生。チーム愛称の " Mets " は、「都会っ子」を意味する " Metropolitans " を短縮したもので、1880年代に存在したニューヨーク・メトロポリタンズを元にしている。チームカラーの青とオレンジはドジャースとジャイアンツをそれぞれ連想させる色であるとともに、ニューヨーク市旗の色でもある。帽子のNYマークはジャイアンツが使っていたものを取り入れており、シェイ・スタジアムが完成するまでの当初の2年間はジャイアンツの本拠地だったポロ・グラウンズを使用していた。初代監督には1949年 - 1960年にヤンキースの監督を務め、12年間で10回のリーグ優勝と7回のワールドシリーズ優勝を成し遂げた当時72歳のケーシー・ステンゲルが就任した。

### ワースト記録からミラクルメッツへ
当時も拡張ドラフトが行われ、ドジャースからはかつての強打者ギル・ホッジスを獲得したが、近年のそれに比べて新規参入球団には不利なため選手層は薄く、発足1年目の1962年は40勝120敗（勝率.250）という162試合制における当時の最多敗戦記録でシーズンを終えた。最多敗戦は2024年のシカゴ・ホワイトソックス（41勝121敗、勝率.252）に更新されたものの、154試合制を含めてこの両チームより敗戦が多かったのは1899年のクリーブランド・スパイダーズが記録した20勝134敗（勝率.130）だけで、1962年のメッツはワースト3位である。同年の勝率.250は1935年にボストン・ブレーブスが記録した38勝115敗（勝率.248）に次ぐワースト4位である。観客動員も振るわず、ポロ・グラウンズが満員になったのは数年前までニューヨークに本拠地を置いていたドジャースとジャイアンツを迎えた試合のみであった。
その後も成績は芳しくなく、ステンゲルが監督を務めた4年間は、いずれも100敗以上を喫し、最下位に終わった。ステンゲル監督は「皆さん、ぜひメッツの試合に来てください。素人顔負けのプレーが見られますよ！」と呼びかけ、球団幹部から「名セールスマン」と褒め称えられた。1964年に本拠地をシェイ・スタジアムに移した。お荷物球団として扱われていたものの、1967年にトム・シーバーがメジャーデビューを果たし、新人王を受賞。1968年には、1963年にワシントン・セネタースへ移籍したのち現役を引退し、同球団の監督に就任していたホッジスがメッツに戻り、気心の知れたコーチ陣を引き連れて監督に就任。同年には新人のジェリー・クーズマンが19勝を挙げるなど、徐々に力を付けていった。
両リーグとも12球団に拡張され、それぞれ東西2地区に分割された初年度の1969年には100勝62敗で初の地区優勝。アトランタ・ブレーブスとのリーグチャンピオンシップシリーズを3連勝で勝ち抜いてリーグ優勝。そして不利が予想されたワールドシリーズでも、レギュラーシーズン109勝53敗のボルチモア・オリオールズを4勝1敗で破り、ワールドシリーズ優勝を果たした。このお荷物球団のまさかの快進撃は「ミラクルメッツ（Miracle Mets）」と称された。ワールドシリーズ優勝を受け、優勝パレード当日の天気予報はニューヨークの天気を「晴れ、ところにより紙吹雪」と粋に祝福した。

### 2度目のワールドシリーズ優勝
1972年にホッジスの死後、ヨギ・ベラが監督となって1973年に再び地区優勝・リーグ優勝を成し遂げる。ワールドシリーズでは当時三連覇を果たしていたオークランド・アスレチックスに敗れた。
その後はしばらく低迷するが、1986年には日本の読売ジャイアンツでもプレーしたデーブ・ジョンソンを監督として迎え、2度目のワールドチャンピオンとなった。安定した投手陣、ソツない打線でぶっちぎりの優勝。エースにはドワイト・グッデン（1984年の新人王）、主砲にはダリル・ストロベリー（1983年の新人王）など若い世代の選手達が活躍した年でもあった。同年のワールドシリーズでは、ボストン・レッドソックスに2勝3敗、敗北まで「あと1球」と追い込まれながらも逆転優勝を掴み、「ミラクルメッツ」または「アメージング・メッツ（Amazing Mets）」と呼ばれた。
その後は1988年に地区優勝を果たしたものの、リーグ優勝決定シリーズで、大方有利の予想ながらドジャースに敗れた。

### 1990年代
1991年から6年連続で負け越し、1993年には26年ぶりに負け数が100を上回った。
1996年シーズン途中からボビー・バレンタインが監督に就任。
1997年に7年ぶりに勝ち越し。
1998年前々年に同一リーグでノーヒット・ノーランを達成し日米野球第2戦で同時先発出場したソウルオリンピック野球日本代表野茂・2006 ワールド・ベースボール・クラシック・イタリア代表にもなるマイク・ピアザのドジャース多国籍バッテリーを獲得した。
野茂が退団、吉井が残留した1999年にはシンシナティ・レッズの本拠地リバーフロント・スタジアムでのメジャーリーグベースボールワンゲームプレイオフに5-0で圧勝し、ワイルドカードでポストシーズン進出を果たした。ディビジョンシリーズでアリゾナ・ダイヤモンドバックスを破るが、リーグチャンピオンシップシリーズでアトランタ・ブレーブスに敗退した。

### 2000年代
2000年も前年に続きワイルドカードでプレーオフへ進出。順当に勝ち、ワールドシリーズへ進出したが、相手は同じニューヨークの球団ヤンキースだった。インターリーグにおいてメッツ対ヤンキースの対戦カードをサブウェイ・シリーズと呼ぶが、これがワールドシリーズでは初めてのサブウェイ・シリーズとなった。メッツは全くヤンキースに歯が立たず、敗退した。なお、このシリーズではメッツの主砲ピアザの折れたバットがヤンキースの主戦投手、ロジャー・クレメンスの近くに飛び、クレメンスが拾ったバットをピアザの方に投げたことで両軍騒然となり、以後もこの両者には遺恨が残った。
2001年には新庄剛志がFAで移籍し、守備力は強化された。
2002年に新庄は放出され（新庄はその翌年の2003年に1年のみ復帰）、逆にモー・ボーン、ロベルト・アロマー、ジェロミー・バーニッツ、ロジャー・セデーニョら大物を続々と補強したが、75勝86敗と6年ぶりに負け越した。MLBで2番目の年俸総額が揶揄され「1億2,000万ドルの間違い」と酷評された。
2004年には前年に10代の若さでメジャーデビューしたホセ・レイエスを二塁へコンバートして松井稼頭央を獲得した。松井の退団後はデビッド・ライト、ホセ・レイエスの三遊間コンビが頭角を現していった。
2005年にGMにオマー・ミナヤが、監督にウィリー・ランドルフがそれぞれ就任し、チームは力をつけていった。FAでペドロ・マルティネス、カルロス・ベルトランを大型契約で獲得、83勝79敗と5年ぶりに勝ち越した。オフにフロリダ・マーリンズからカルロス・デルガドとポール・ロデューカを、フィラデルフィア・フィリーズからビリー・ワグナーを獲得。
2006年は18年ぶりの地区優勝を果たしたが、リーグチャンピオンシップシリーズでセントルイス・カージナルスに敗れ、ワールドシリーズ進出はならなかった。
2007年は前年の主力の多くが残留し、モイゼス・アルー、ルイス・カスティーヨが加わり、序盤から好調で2年連続の地区優勝が確実視されたが9月の終盤戦で失速、シェイ・スタジアムで行われたレギュラーシーズン最終戦でマーリンズに敗れ、1ゲーム差でフィリーズに地区優勝を奪われた。残り17試合で7ゲーム差を付けながら逆転で優勝を逃したのはMLB史上初の出来事だった。
2008年2月にヨハン・サンタナを6年総額1億3750万ドルと球団史上最高金額で獲得し、巻き返しが期待されたが序盤は低迷、6月17日に監督のランドルフが解任され、ジェリー・マニエルが監督代行に就任した。監督交代後は10連勝を飾るなど巻き返しに成功し、一時単独首位に立つが9月にフィリーズにかわされ2位へと転落した。9月28日、この年限りで閉場するシェイ・スタジアムで行われたレギュラーシーズン最終戦でまたもマーリンズに敗れ、1ゲーム差でミルウォーキー・ブルワーズにワイルドカードを奪われた。シーズン終了後に本拠地シェイ・スタジアムは解体、隣に建てられた45000人収容の新球場のシティ・フィールドが新本拠地となった。同じくヤンキースも2008年シーズン終了後に新球場に移転した。このため、シェイ・スタジアムのラストイヤーとなった2008年は、前年度(約385万人)より大幅にチケットの売り上げが伸び、ナ・リーグの球団としては1993年のコロラド・ロッキーズ以来となるシーズン入場者数400万人（約404万人）を達成することとなった。またレギュラーシーズンにおける平均入場者数も5万人を超え、これもナ・リーグの球団としては1994年のロッキーズ以来のこととなった。

### 2010年代
2013年はサブウェイシリーズでヤンキースに球団史上初のスウィープ（同一カードを全勝すること）を果たした。
2015年シーズンはレギュラーの野手8人のうち、今シーズンの途中にタイガースから新加入したレフトのヨエニス・セスペデスと昨シーズン、サブウェイ・シリーズのライバル・ヤンキースから加入したライトのグランダーソン以外が生え抜きで構成され、投手に至っては前年の新人王のジェイコブ・デグロムが14勝、2013年のオールスターゲームで先発したマット・ハービーが13勝、ルーキーのノア・シンダーガードが9勝と生え抜き投手が力をつけ、42歳のバートロ・コローンが31イニング連続無失点を記録し、サイ・ヤングの持っていた42歳以上における連続イニング無失点記録を4イニング更新する頑張りと、マイナー時代から培ってきた競争力と団結力を武器に2008年以来の10連勝、さらに4月23日のブレーブス戦にも勝利し、1990年以来25年ぶりで球団史上タイ記録の11連勝を果たしたが、その後やや失速し一時は地区連覇を狙うナショナルズに首位の座を明け渡してしまう。しかし7月31日から行われたそのナショナルズとの首位攻防戦をスウィープするとそこから7連勝。一気に勢いづき、2006年以来9年ぶりのナショナルリーグ東地区優勝を果たした。9年ぶりのポストシーズンではドジャースとのナショナルリーグディビジョンシリーズ第2戦でチェイス・アトリーの激しい併殺崩しスライディングでセカンドのルーベン・テハダが故障で退場するなどもあったが、2015年10月12日の第3戦では13-7と、ポストシーズンにおけるチーム記録の13点を奪い大勝した。リーグチャンピオンシップシリーズでは、ポストシーズンに入るまで1度も勝つ事が出来なかったシカゴ・カブスとの対戦となったが、チームはこれまでとは全く違う勢いで4連勝した。しかも、マーフィーがドジャースとのディビジョンシリーズ第4戦から6試合連続ホームランというMLBのポストシーズン史上最長を記録する等カブスをスウィープし、15年ぶりのワールドシリーズ進出を決めた。中5日で迎えたワールドシリーズでは、カンザスシティ・ロイヤルズと対戦するも、カブスをスウィープした事で試合勘が鈍ったのか中3日で迎えたロイヤルズのホーム・カンザスシティで連敗した。舞台を地元・ニューヨークに移しても第3戦に勝つのが精一杯で、結局は1勝4敗で敗退した。その要因として第1戦ではポストシーズンで5回のセーブ機会を全て成功し、しかも無失点だったジェウリス・ファミリアが第1戦の9回裏に1死からアレックス・ゴードンに同点ホームランを打たれ、第4戦では8回表に後述するセカンドのマーフィーに、第5戦ではファーストのデューダにそれぞれ足を引っ張られて被弾しセーブ機会を全て失敗した。カンザスシティでの初戦で延長14回にサードを守るキャプテンのライトが送球エラーでその後のサヨナラ負けに繋がり、本拠地での第4戦では8回にセカンドのマーフィーが同点のタイムリーエラーを犯し、3-5と2点ビハインドの状況だった9回裏1アウト1塁・2塁と一発が出れば逆転サヨナラとなる場面で迎えた5番・デューダの打席で打球はサード・ムスタカスの正面に飛ぶライナー。さほど強くないライナーだったにもかかわらずファーストランナーのセスペデスが戻り切れずにダブルプレーを喫してゲームオーバーに。後がなくなった第5戦では9回表の1死3塁の場面で、打球はライトへのゴロ。その際ライトがファーストへの送球態勢に入ったと同時にエリック・ホズマーがギャンブルスタートを仕掛け、ホズマーを刺そうとしたファースト・デューダが悪送球をしてしまい同点と、ワールドシリーズにおいて守備や走塁でミスを犯す等、リードした時期がありながらそのリードを自ら吐いてしまい4敗全て逆転負けを喫する羽目となった。オフにはダニエル・マーフィーがFAとなり、同地区のナショナルズへ移籍した。
2016年は87勝と健闘したものの、ベテラン監督ダスティ・ベイカーやMVP級の活躍のダニエル・マーフィーなどを補強したナショナルズが地区首位を独走し、メッツはワイルドカードでのプレーオフ進出となった。本拠地で開催されたサンフランシスコ・ジャイアンツとのワイルドカードゲームでは8回までスコア0-0だったものの9回表にクローザーのジェウリス・ファミリアがコナー・ガレスピーに3点本塁打を打たれ、相手先発のマディソン・バンガーナーには完封を許して敗退した。オフにはFAとなったヨエニス・セスペデスがFAとなったが4年1億1000万ドルで残留し、ここ3年間で44勝を記録していたバートロ・コローンがアトランタ・ブレーブスに移籍した。その後は低迷。
2019年にはピート・アロンソがデビューし、新人本塁打記録を樹立するなど活躍した。

### 2020年代
2021年4月1日のナショナルズとの開幕戦はナショナルズの選手にコロナ感染者が出たため延期となった。オフに監督のルイス・ロハスが解任された。
2022年5月13日に行われたマリナーズとの試合前には、ニューヨーク総領事の森美樹夫を招いて始球式が行われる予定であったが、当日の先発投手だったマックス・シャーザーがマウンドに歩み寄った森総領事を無視。始球式が行われないまま試合が開始された。この出来事は失礼であると物議を醸し、同月24日にはアルダーソン社長が森総領事に対し謝罪を行った。

## 海外遠征
1974年の日米野球ではMLBを代表し単一チームで訪日した。
2000年にシカゴ・カブスと日本の東京都にある東京ドームで開幕戦を開催した。アジアでの公式戦は初開催だった。
2001年には合衆国の自治領であるプエルトリコで開幕戦を開催した。
2024年にはフィリーズとイギリスのロンドンにあるロンドン・スタジアムで公式戦を開催した。

## 経営者
- 所有者 – スティーブ・コーエン（ユダヤ系アメリカ人の投資家。2012年に8%の株式所有者となり、2020年に95%所有となった）
- 社長 – サンディー・アルダーソン

## 選手名鑑

### アメリカ野球殿堂表彰者
- ロベルト・アロマー (Roberto Alomar)
- リッチー・アシュバーン (Richie Ashburn)
- ヨギ・ベラ (Yogi Berra)
- ゲイリー・カーター (Gary Carter)
- トム・グラビン (Tom Glavine)
- ギル・ホッジス (Gil Hodges) 監督としても在籍
- ペドロ・マルティネス (Pedro Martinez)
- ウィリー・メイズ (Willie Mays)
- エディ・マレー (Eddie Murray)
- マイク・ピアッツァ (Mike Piazza)
- ノーラン・ライアン (Nolan Ryan)
- トム・シーバー (Tom Seaver)
- デューク・スナイダー (Duke Snider)
- ウォーレン・スパーン (Warren Spahn)
- ジョー・トーリ (Joe Torre)
- ビリー・ワグナー (Billy Wagner)
- ケーシー・ステンゲル (Casey Stengel) 監督
- ジョージ・ワイス (George Weiss) 球団関係者

### 永久欠番

メッツの永久欠番。左からメイズ、ヘルナンデス、クーズマン、ピアッツァ、シーバー、ホッジス、ステンゲル、カイナー（マイクの形）、シェイ（名前のみ）、ロビンソン
(2022年8月時点)

| 番号 | 選手                                     | ポジション               | 備考                  |
| ---- | ---------------------------------------- | ------------------------ | --------------------- |
| 5    | デビッド・ライト (David Wright)          | 三塁手                   | 2025年7月19日指定予定 |
| 14   | ギル・ホッジス (Gil Hodges)              | 一塁手、監督             | 1973年指定            |
| 16   | ドワイト・グッデン (Dwight Gooden)       | 投手                     | 2024年指定            |
| 17   | キース・ヘルナンデス (Keith Hernandez)   | 一塁手、アナウンサー     | 2022年指定            |
| 18   | ダリル・ストロベリー (Darryl Strawberry) | 外野手                   | 2024年指定            |
| 24   | ウィリー・メイズ (Willie Mays)           | 外野手、インストラクター | 2022年指定            |
| 31   | マイク・ピアッツァ (Mike Piazza)         | 捕手                     | 2016年指定            |
| 36   | ジェリー・クーズマン (Jerry Koosman)     | 投手                     | 2019年指定            |
| 37   | ケーシー・ステンゲル (Casey Stengel)     | 監督                     | 1965年指定            |
| 41   | トム・シーバー (Tom Seaver)              | 投手                     | 1988年指定            |
| 42   | ジャッキー・ロビンソン (Jackie Robinson) | 二塁手                   | 全球団共通の永久欠番  |
| SHEA | ウィリアム・シェイ (William Shea)        | 球団創設者               | 2008年指定            |
| -    | ラルフ・カイナー (Ralph Kiner)           | アナウンサー             | 2014年指定            |

意図的に使用されていない番号
- 8 - ゲイリー・カーター

### 歴代所属日本人選手
在籍経験がある日本人選手はMLB全球団で最多の14人。
- 柏田貴史（1997）
- 吉井理人（1998 - 1999）
- 野茂英雄（1998）
- 新庄剛志（2001、2003）
- 小宮山悟（2002）
- 松井稼頭央（2004 - 2006）
- 石井一久（2005）
- 高津臣吾（2005）
- 高橋建（2009）
- 高橋尚成（2010）
- 五十嵐亮太（2010 - 2011）
- 松坂大輔（2013 - 2014）
- 青木宣親（2017）
- 千賀滉大 (2023 -）

## ニューヨーク・メッツ殿堂

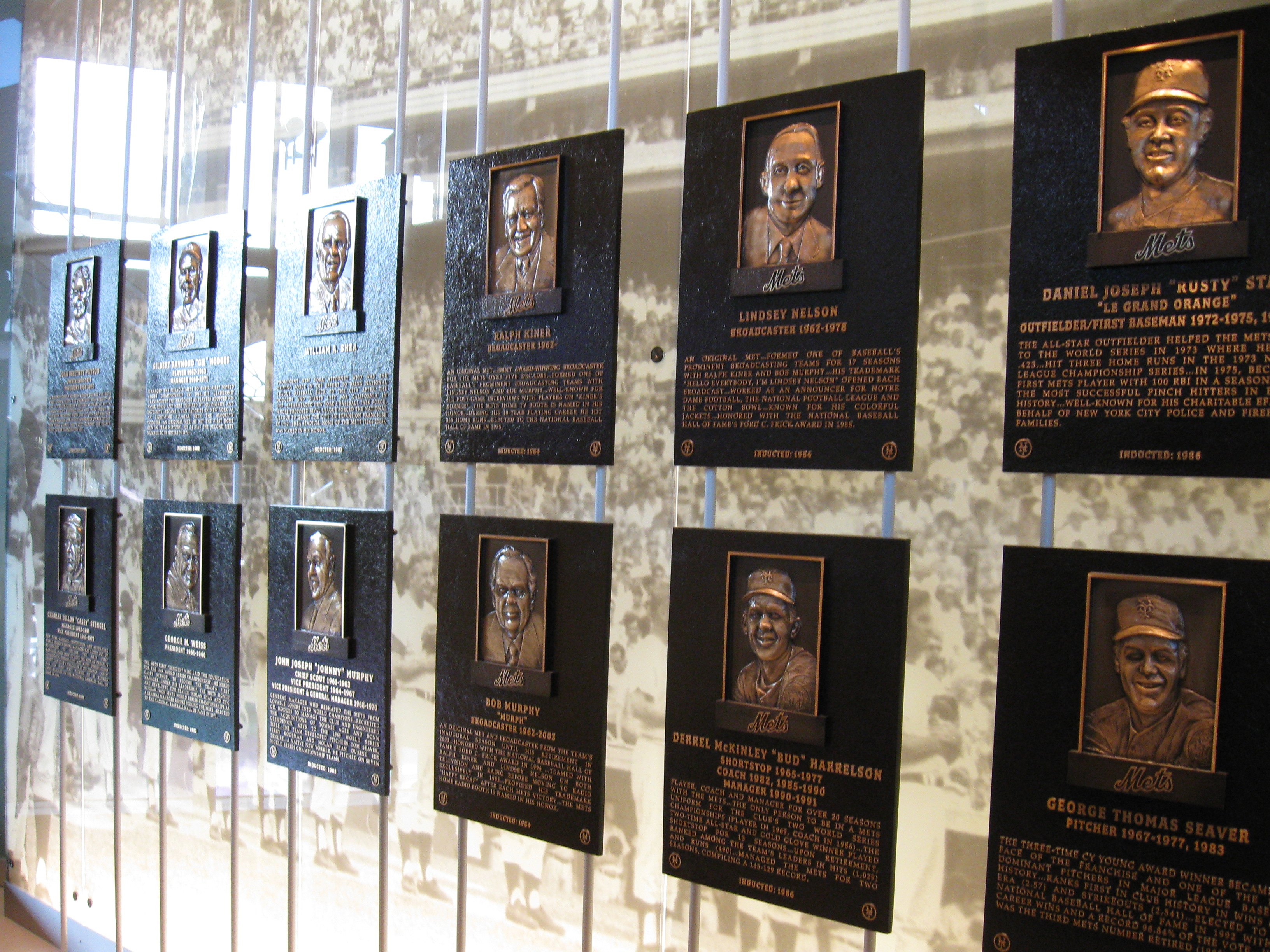
メッツ殿堂のプラーク

1981年に設立され、27人が殿堂入りを果たしている。

### 殿堂入り表彰者
- ジョーン・ホイットニー・ペイソン（1981年）
- ケーシー・ステンゲル（1981年）
- ギル・ホッジス（1982年）
- ジョージ・ワイス（1982年）
- ジョニー・マーフィー（1983年）
- ウィリアム・シェイ（1983年）
- ラルフ・カイナー（1984年）
- ボブ・マーフィー（1984年）
- リンゼイ・ネルソン（1984年）
- ラスティ・スタウブ（1986年）
- バド・ハレルソン（1986年）
- トム・シーバー（1988年）
- ジェリー・クーズマン（1989年）
- エド・クレインプール（1990年）

- クレオン・ジョーンズ（1991年）
- ジェリー・グロート（1992年）
- タグ・マグロウ（1993年）
- ムーキー・ウィルソン（1996年）
- キース・ヘルナンデス（1997年）
- ゲイリー・カーター（2001年）
- トミー・エイジー（2002年）
- フランク・カシェン（2010年）
- ドワイト・グッデン（2010年）
- デーブ・ジョンソン（2010年）
- ダリル・ストロベリー（2010年）
- ジョン・フランコ（2012年）
- マイク・ピアッツァ（2013年）

## 傘下マイナーチーム
| クラス | チーム                                                             | 参加リーグ                                            | 提携   | 本拠地                                                      |
| ------ | ------------------------------------------------------------------ | ----------------------------------------------------- | ------ | ----------------------------------------------------------- |
| AAA    | シラキュース・メッツ Syracuse Mets                                 | インターナショナルリーグ International League         | 2019年 | ニューヨーク州シラキュース アライアンス・バンク・スタジアム |
| AA     | ビンガムトン・ランブルポニーズ Binghamton Rumble Ponies            | イースタンリーグ Eastern League                       | 1991年 | ニューヨーク州ビンガムトン NYSEGスタジアム                  |
| High-A | ブルックリン・サイクロンズ Brooklyn Cyclones                       | サウス・アトランティックリーグ South Atlantic League  | 2001年 | ニューヨーク州ニューヨーク・ブルックリン MCUパーク          |
| Low-A  | セントルーシー・メッツ St. Lucie Mets                              | フロリダ・ステートリーグ Florida State League         | 1988年 | フロリダ州ポートセントルーシー トラディション・フィールド   |
| Rookie | フロリダ・コンプレックスリーグ・メッツ Florida Complex League Mets | フロリダ・コンプレックスリーグ Florida Complex League | 1988年 | フロリダ州ポートセントルーシー トラディション・フィールド   |
| Rookie | ドミニカン・サマーリーグ・メッツ Dominican Summer League Mets      | ドミニカン・サマーリーグ Dominican Summer League      | 2001年 | ドミニカ共和国 メッツ・アカデミー                           |